# 白浜海底観光船グラスボート

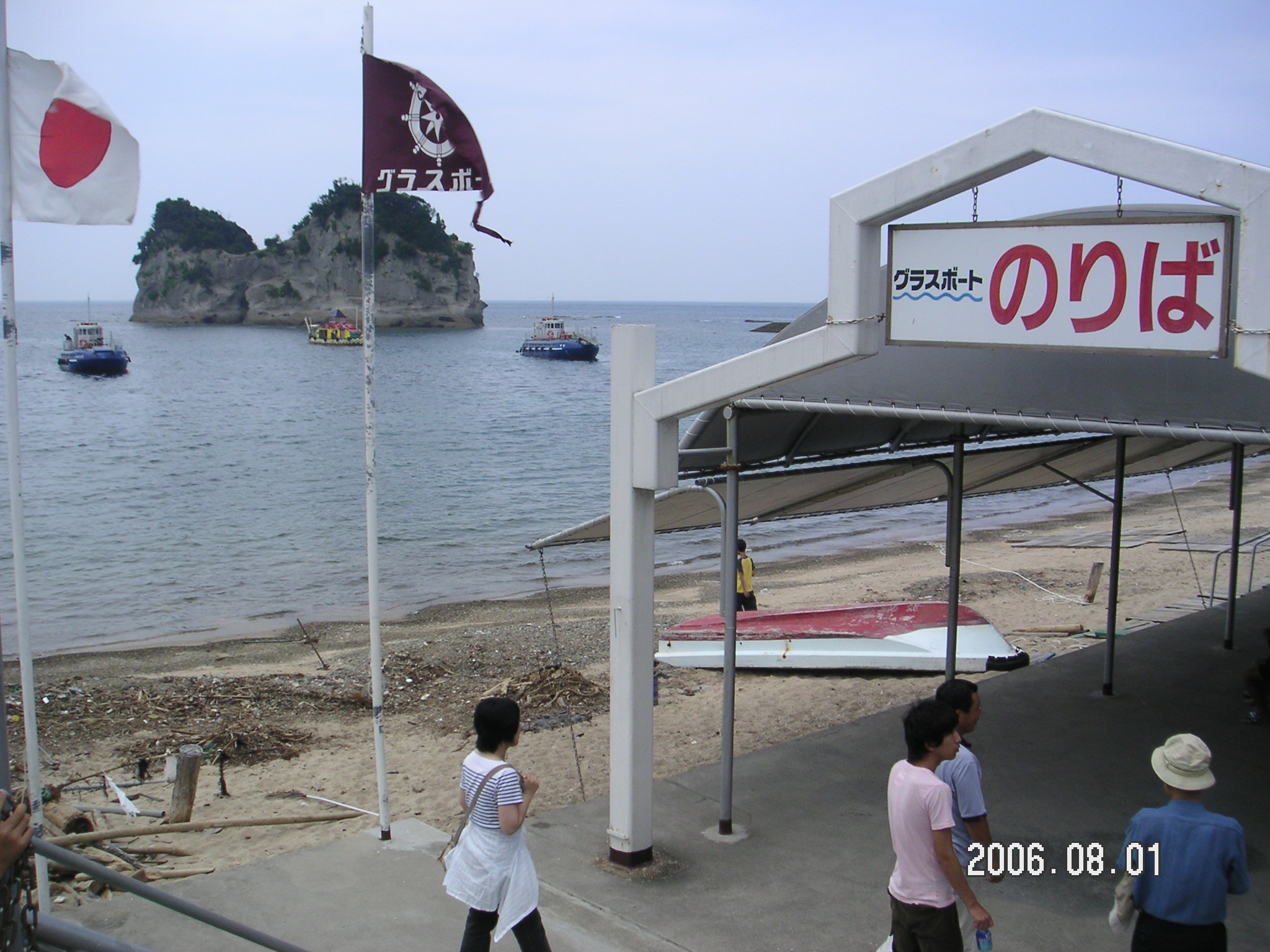
白浜海底観光船グラスボートのりば

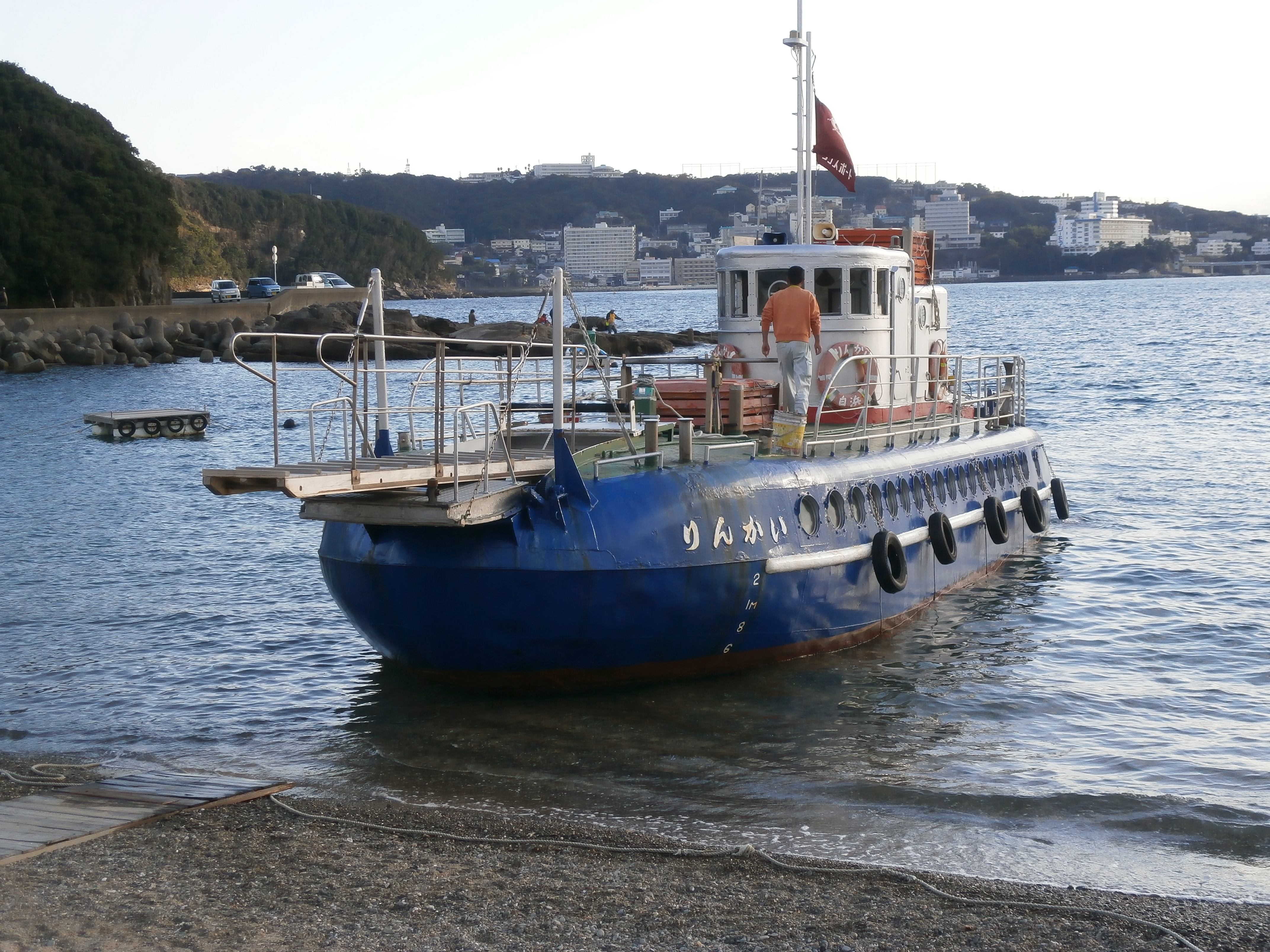
観光船グラスボート・「りんかい」号

白浜海底観光船グラスボート（しらはまかいていかんこうせんグラスボート）は、和歌山県西牟婁郡白浜町を発着する遊覧船。臨海浦から運航し、円月島の間近くまで遊覧する。乗客定員は80名で、船底の数ヶ所がガラス張りになっており、ガラステーブル状の『のぞき窓』を通し海中を観賞できる。白浜海底観光船が運航する。なお、海が大波などで荒れている場合は、安全のために運航を中止することがある。

## 利用情報
- 受付時間 - 8時45分～16時10分 ※出発は基本的に30分間隔
- 乗船料 - 大人1600円・子供800円（15名以上の事前予約団体向け割引などあり）

## 交通アクセス
- JR紀勢本線白浜駅から明光バス「臨海」下車すぐ。

## 位置情報
北緯33度41分32.11秒 東経135度20分20.26秒 / 北緯33.6922528度 東経135.3389611度

## 周辺
- 円月島 ：近辺の岸からも眺められる
- 南方熊楠記念館：徒歩約3分・下記施設と隣接
- 京都大学フィールド科学教育研究センター瀬戸臨海実験所水族館：徒歩約3分

他